# Бабаян, Амаяк Григорьевич
Амая́к Григо́рьевич Бабая́н  (арм. Հմայակ Գրիգորի Բաբայան; 15 августа 1901 — 21 апреля 1945) — советский военачальник, участник Великой Отечественной войны, Герой Советского Союза (31.05.1945). Генерал-майор (15.07.1944).

## Биография
Родился Амаяк Бабаян в 1901 году в селении Зырчи Кагызманского округа Карсской области Российской империи (ныне Турция), по другим данным, родился в городе Карс , в многодетной семье рабочего. Армянин. Во время геноцида армян его родители были убиты, а сам он с братом бежали из-под Карса в Армению.
В мае 1918 года добровольцем вступил в армию Республики Армения и участвовал в армяно-турецкой войне 1918 года, в том числе в Сардарапатском сражении. В мае 1920 года дезертировал из армянской армии.
С установлением советской власти в Армении в ноябре 1920 года добровольно вступил в Красную Армию. Служил красноармейцем в особом отряде Вороновича, затем в 4-м Лорийском Армянском стрелковом полку 20-й стрелковой дивизии 11-й Красной армии. Участвовал в боевых действиях гражданской войны в Закавказье, в том числе в подавлении дашнакского восстания в феврале-марте 1921 года. В марте 1921 года направлен на учёбу. В 1923 году окончил дивизионную учебную школу, в 1924 году с отличием окончил командные курсы при Ереванской объединенной военной школе имени Александра Мясникяна. Член ВКП(б) с 1924 года. С февраля по декабрь 1923 года служил старшиной роты 1-го Армянского стрелкового полка 76-й Армянской горнострелковой дивизии. С октября 1924 года по ноябрь 1926 года — командир взвода 3-го Армянского стрелкового полка этой же дивизии.
В 1928 году окончил Киевскую высшую объединённую школу командиров РККА имени С. С. Каменева. С августа 1928 года продолжил службу в 76-й Армянской горнострелковой дивизии: командир взвода 2-го Армянского стрелкового полка, с декабря 1931 года — командир роты 4-го Армянского горнострелкового полка, с января 1935 года — заместитель начальника и начальник обозно-вещевого снабжения 2-го Армянского стрелкового полка, с сентября 1937 года — начальник школы младшего начсостава 227-го Армянского горнострелкового полка. При введении в РККА персональных воинских званий ему было присвоено воинское звания капитан (17.02.1936). В июне 1938 года переведён в 100-ю стрелковую дивизию Белорусского военного округа, где служил начальником школы младшего начсостава 85-го стрелкового полка и с ноября 1938 года был помощником командира этого полка по строевой части (Минск). С августа 1939 года — командир 383-го стрелкового полка 121-й стрелковой дивизии того же округа (Рогачёв). Участвовал в походе Красной Армии в Западную Белоруссию в сентябре 1939 года.
На фронте с первого дня Великой Отечественной войны. В Белостокско-Минском сражении дивизия в составе 13-й армии Западного фронта держала оборону по реке Щара, с боями отходила через Барановичи и Старые Дороги. К 7 июля с частью дивизии майор Бабаян вышел из окружения у города Новозыбков, где дивизия была восстановлена и вновь включена в 13-ю армию Центрального фронта, участвовала в Смоленском оборонительном сражении.
С сентября 1941 года — командир полка охраны штаба Брянского фронта. В начале октября 1941 года с началом немецкого наступления на Москву подполковник Бабаян вновь оказался в окружении в Брянском котле, но с боем прорвался оттуда, по выходе назначен командиром 654-го стрелкового полка 148-й стрелковой дивизии 13-й армии, во главе полка вёл оборонительные бои южнее Москвы. В декабре 1941 года особенно успешно действовал в Елецкой наступательной операции. В начале декабря 1941 года по приказу командующего Юго-Западным фронтом Маршала Советского Союза С. К. Тимошенко, без всякой оперативной паузы, совершенно неожиданно для немецкого командования началось мощное контрнаступление наших войск — Елецкая наступательная операция. Немецкое командование, решив, что целью наступления наших войск является Елец, уже с 6 декабря начало стягивать на это направление все свои свободные силы, стремясь удержать город в своих руках. Шли тяжелые бои за город, которые 8 декабря перекинулись непосредственно на территорию Ельца. 148-я стрелковая дивизия вела уличные бои в центре Ельца, постепенно освобождая квартал за кварталом. Незаурядный талант ведения уличных боёв проявил командир 654-го стрелкового полка подполковник А. Г. Бабаян. Его полк ворвался в район заводских построек (в настоящее время завод «Гидропривод»). В ходе боя штурмовая группа полка во главе с подполковником Бабаяном оказалась в окружении. Амаяк Григорьевич отстреливался от наседающего врага из автомата ППД-40 и уничтожил при этом 23 вражеских солдата. Освобожденный из окружения контратакой основных сил полка Бабаян продолжил сражение, и в ту же ночь полк при его непосредственном участии освободил район завода «Прожекторные угли» и поселок Первые Лавы. 13 декабря в бою у города Ливны (по другим данным 11 или 12 декабря у села Афанасьево Елецкого района) был тяжело ранен. За свои подвиги в начале 1942 года подполковник Бабаян был награжден орденом Красного Знамени.
После излечения в феврале 1942 год назначен командиром 158-й курсантской стрелковой бригады, которую формирован в Московском военном округе и затем прибыл с ней на Северо-Западный фронт. С апреля 1942 года Амаяк Бабаян командовал 390-й Армянской стрелковой дивизией Крымского фронта. Вскоре войска фронта потерпели жестокое поражение в Керченской оборонительной операции, а сам полковник Бабаян был тяжело ранен в бою 13 мая у села Михайловка близ Керчи и эвакуирован через Керченский пролив на Таманский полуостров. Дивизия же практически полностью погибла в этих боях и вскоре была расформирована.
После выздоровления в октябре 1942 года назначен командиром 27-й отдельной лыжной бригады Сибирского военного округа. С 1 апреля 1943 — командир 87-й отдельной стрелковой бригады, с 20 апреля — командир 76-й стрелковой дивизии, которая формировалась в Московском военном округе. В июле 1943 года прибыл с дивизией в 21-ю армию Западного фронта и вскоре уже участвовал в Смоленской наступательной операции. В этой операции дивизия успешно действовала на Ельнинском направлении и отличилась 30 августа 1943 года при освобождении города Ельня, за что на следующий день ей было присвоено почётное наименование «Ельнинская» Но самому полковнику Бабаяну вновь не повезло — в бою 15 сентября он уже в третий раз был тяжело ранен. До января 1944 года находился на излечении в эвакогоспитале в Ярославле. После лечения его направили на учёбу в Высшую военную академию имени К. Е. Ворошилова, в конце марта он окончил её ускоренный курс.
29 марта 1944 года назначен командиром 338-й стрелковой дивизии 5-й армии Западного фронта (с апреля 1944 года 3-й Белорусский фронт). Во главе дивизии отлично действовал в Белорусской стратегической операции, ведя наступательные бои в ходе Витебско-Оршанской, Вильнюсской и Каунасской наступательных операциях. Дивизия полковника Бабаяна в этом грандиозном сражении трижды форсировала с боями реку Вилия и дважды Неман, прорвала несколько рубежей немецкой обороны. За эту операцию дивизии было присвоено почётное наименование «Неманская», а её командиру 15 июля 1944 года присвоено звание генерал-майора. В октябре 1944 года дивизия вновь наступала в ходе Мемельской операции и вышла на границу с Восточной Пруссией. Однако 25 октября 1944 года генерал Бабаян был отстранён от командования дивизией и направлен в распоряжение Военного совета 3-го Белорусского фронта.
19 февраля 1945 года назначен командиром 35-й механизированной бригады 1-го механизированного корпуса 2-й гвардейской танковой армии 1-го Белорусского фронта. В ходе Восточно-Померанской операции во главе бригады принимал участие в освобождении Польши.
В ходе Берлинской наступательной операции бригада под его командованием успешно продвигалась от Одера к Берлину, обеспечивая правый фланг 1-го механизированного корпуса. 20 апреля 1945 года бригада взяла город Бернау, 21 апреля ворвалась в пригород Берлина Вайсензе (район Берлина). С 16 по 21 апреля бригадой было уничтожено 14 танков, 22 артиллерийских орудия, до 350 солдат и офицеров, захвачены 11 танков, 22 орудия, 49 автомашин, 42 пленных. В этот же день, 21 апреля 1945 года погиб смертью храбрых в бою за населённый пункт Линденберг у северо-западной окраины столицы фашистской Германии города Берлин, не дожив до окончания войны всего лишь пару недель.
Был похоронен на городской площади города Зольдин, ныне Мыслибуж Западно-Поморского воеводства, Польша. В 1947 году его останки были перезахоронены на воинском кладбище на северной окраине города (улица Дашыньскего).
Указом Президиума Верховного Совета СССР от 31 мая 1945 года за образцовое выполнение боевых заданий командования на фронте борьбы с немецкими захватчиками и проявленные при этом доблесть и мужество гвардии генерал-майору Амаяку Григорьевичу Бабаяну посмертно присвоено звание Героя Советского Союза. 

## Награды
- Герой Советского Союза (31.05.1945, посмертно)[2]
- орден Ленина (31.05.1945, посмертно)
- Три ордена Красного Знамени (21.02.1942, 24.09.1944, 3.11.1944)
- орден Кутузова II степени (28.09.1943)
- орден Отечественной войны I степени (11.05.1945)[9]
- Медаль «XX лет РККА» (22.02.1938)

## Память
- Именем Героя названы пионерские отряды средней и 8-летней школ в селе Казаки Елецкого района Липецкой области, танкер.
- Его именем названы улицы в посёлке Солидарность Елецкого района, Мыслибуже и Ереване.
- Мемориальная доска в честь А. Г. Бабаяна установлена в Ереване.